# Calificări în Liga Campionilor EHF Feminin 2018-2019
Acest articol descrie calificările în Liga Campionilor EHF Feminin 2018-2019.

## Tragerea la sorți
8 echipe au luat parte la barajele de calificare. Ele au fost trase la sorți în două grupe de câte patru echipe, unde au jucat o semifinală și o finală sau un meci pentru locurile 3-4. Cele două echipe câștigătoare ale barajelor de calificare s-au calificat în grupele preliminare ale Ligii Campionilor. Tragerea la sorți a avut loc pe 27 iunie 2018, de la ora locală 11:00, la sediul EHF din Viena, Austria. Meciurile s-au desfășurat între 8 și 9 septembrie 2018.
Gazdele turneelor de calificare au fost anunțate pe 10 iulie 2018.

### Distribuția în urnele valorice
Distribuția în urnele valorice a fost anunțată pe 19 iunie 2018.
| Urna 1                        | Urna a 2-a                           | Urna a 3-a                     | Urna a 4-a                 |
| ----------------------------- | ------------------------------------ | ------------------------------ | -------------------------- |
| SCM Craiova SG BBM Bietigheim | MKS Perla Lublin Podravka Koprivnica | Jomi Salerno Muratpaşa Bld. SK | BM Bera Bera ŽORK Jagodina |

## Turneul 1 de calificare
Turneul 1 de calificare s-a desfășurat la Lublin, în Polonia, între 8 și 9 septembrie 2018.
|  | Semifinalele                 | Semifinalele                 |    |                              | Finala                       | Finala |  |
|  |                              |                              |    |                              |                              |        |  |
|  | 7 septembrie 2018, ora 16:00 |                              |    |                              |                              |        |  |
|  | SG Bietigheim                | 33                           |    |                              |                              |        |  |
|  | BM Bera Bera                 | 27                           |    |                              |                              |        |  |
|  |                              |                              |    |                              |                              |        |  |
|  |                              |                              |    |                              | 9 septembrie 2018, ora 19:00 |        |  |
|  |                              |                              |    |                              | SG Bietigheim                | 34     |  |
|  |                              | MKS Lublin                   | 19 |                              |                              |        |  |
|  |                              |                              |    |                              |                              |        |  |
|  |                              |                              |    |                              |                              |        |  |
|  |                              |                              |    |                              | Locurile 3-4                 |        |  |
|  | 7 septembrie 2018, ora 19:00 | 7 septembrie 2018, ora 19:00 |    | 9 septembrie 2018, ora 16:00 | 9 septembrie 2018, ora 16:00 |        |  |
|  | MKS Lublin                   | 28                           |    | BM Bera Bera                 | 40                           |        |  |
|  | Jomi Salerno                 | 17                           |    |                              | Jomi Salerno                 | 20     |  |

### Semifinalele
| 8 septembrie 2018 16:00 | SG BBM Bietigheim | 33 - 27 | BM Bera Bera | Hala Sportowo-Widowiskowa „Globus”, Lublin Asistență: 607 Arbitri: Opava, Válek |
| 8 septembrie 2018 16:00 | Loerper 6         | (17-15) | Karsten 8    | Hala Sportowo-Widowiskowa „Globus”, Lublin Asistență: 607 Arbitri: Opava, Válek |
| 8 septembrie 2018 16:00 | 3× 1×             | Cronica | 2× 3×        | Hala Sportowo-Widowiskowa „Globus”, Lublin Asistență: 607 Arbitri: Opava, Válek |

| 8 septembrie 2018 19:00 | MKS Perla Lublin | 28 - 17 | Jomi Salerno | Hala Sportowo-Widowiskowa „Globus”, Lublin Asistență: 1.950 Arbitri: Stark, Ștefan |
| 8 septembrie 2018 19:00 | Rosiak 6         | (15-7)  | Gómez 7      | Hala Sportowo-Widowiskowa „Globus”, Lublin Asistență: 1.950 Arbitri: Stark, Ștefan |
| 8 septembrie 2018 19:00 | 2×               | Cronica | 5× 3×        | Hala Sportowo-Widowiskowa „Globus”, Lublin Asistență: 1.950 Arbitri: Stark, Ștefan |

### Finala mică
| 9 septembrie 2018 16:00 | BM Bera Bera | 40 - 20 | Jomi Salerno | Hala Sportowo-Widowiskowa „Globus”, Lublin Asistență: 463 Arbitri: Stark, Ștefan |
| 9 septembrie 2018 16:00 | da Silva 13  | (17-8)  | Gómez 7      | Hala Sportowo-Widowiskowa „Globus”, Lublin Asistență: 463 Arbitri: Stark, Ștefan |
| 9 septembrie 2018 16:00 | 4× 3×        | Cronica | 2×           | Hala Sportowo-Widowiskowa „Globus”, Lublin Asistență: 463 Arbitri: Stark, Ștefan |

### Finala
| 9 septembrie 2018 19:00 | SG BBM Bietigheim | 34 - 19 | MKS Perla Lublin | Hala Sportowo-Widowiskowa „Globus”, Lublin Asistență: 2.950 Arbitri: Opava, Válek |
| 9 septembrie 2018 19:00 | Visser 9          | (20-11) | Rosiak 5         | Hala Sportowo-Widowiskowa „Globus”, Lublin Asistență: 2.950 Arbitri: Opava, Válek |
| 9 septembrie 2018 19:00 | 3×                | Cronica | 3×               | Hala Sportowo-Widowiskowa „Globus”, Lublin Asistență: 2.950 Arbitri: Opava, Válek |

## Turneul 2 de calificare
Turneul 2 de calificare s-a desfășurat la Koprivnica, în Croația, între 8 și 9 septembrie 2018.
|  | Semifinalele                 | Semifinalele                 |    |                              | Finala                       | Finala |  |
|  |                              |                              |    |                              |                              |        |  |
|  | 7 septembrie 2018, ora 16:30 |                              |    |                              |                              |        |  |
|  | SCM Craiova                  | 31                           |    |                              |                              |        |  |
|  | ŽORK Jagodina                | 18                           |    |                              |                              |        |  |
|  |                              |                              |    |                              |                              |        |  |
|  |                              |                              |    |                              | 9 septembrie 2018, ora 18:00 |        |  |
|  |                              |                              |    |                              | SCM Craiova                  | 21     |  |
|  |                              | RK Podravka                  | 22 |                              |                              |        |  |
|  |                              |                              |    |                              |                              |        |  |
|  |                              |                              |    |                              |                              |        |  |
|  |                              |                              |    |                              | Locurile 3-4                 |        |  |
|  | 7 septembrie 2018, ora 19:30 | 7 septembrie 2018, ora 19:30 |    | 9 septembrie 2018, ora 15:00 | 9 septembrie 2018, ora 15:00 |        |  |
|  | RK Podravka                  | 35                           |    | ŽORK Jagodina                | 26                           |        |  |
|  | Muratpaşa Bld.               | 22                           |    |                              | Muratpaşa Bld.               | 24     |  |

### Semifinalele
| 8 septembrie 2018 16:30 | SCM Craiova  | 31 - 18 | ŽORK Jagodina | Sala „Fran Galović”, Koprivnica Asistență: 220 Arbitri: Pech, Vágvölgy |
| 8 septembrie 2018 16:30 | Trifunović 8 | (19-10) | Mitrović 5    | Sala „Fran Galović”, Koprivnica Asistență: 220 Arbitri: Pech, Vágvölgy |
| 8 septembrie 2018 16:30 | 3×           | Cronica | 1× 2×         | Sala „Fran Galović”, Koprivnica Asistență: 220 Arbitri: Pech, Vágvölgy |

| 8 septembrie 2018 19:30 | RK Podravka   | 35 - 22 | Muratpaşa Bld. | Sala „Fran Galović”, Koprivnica Asistență: 1.570 Arbitri: Mitrović, Vešović |
| 8 septembrie 2018 19:30 | Cighirinova 6 | (18-12) | Kılıç 5        | Sala „Fran Galović”, Koprivnica Asistență: 1.570 Arbitri: Mitrović, Vešović |
| 8 septembrie 2018 19:30 | 3× 2× 1×      | Cronica | 4× 3×          | Sala „Fran Galović”, Koprivnica Asistență: 1.570 Arbitri: Mitrović, Vešović |

### Finala mică
| 9 septembrie 2018 15:00 | ŽORK Jagodina | 26 - 24 | Muratpaşa Bld.      | Sala „Fran Galović”, Koprivnica Asistență: 120 Arbitri: Pech, Vágvölgy |
| 9 septembrie 2018 15:00 | Gojković 9    | (15-12) | Şahin, Türkyılmaz 6 | Sala „Fran Galović”, Koprivnica Asistență: 120 Arbitri: Pech, Vágvölgy |
| 9 septembrie 2018 15:00 | 5× 3×         | Cronica | 2×                  | Sala „Fran Galović”, Koprivnica Asistență: 120 Arbitri: Pech, Vágvölgy |

### Finala
| 9 septembrie 2018 18:00 | SCM Craiova  | 21 - 22 | RK Podravka   | Sala „Fran Galović”, Koprivnica Asistență: 2.200 Arbitri: Mitrović, Vešović |
| 9 septembrie 2018 18:00 | Trifunović 6 | (14-12) | Cighirinova 7 | Sala „Fran Galović”, Koprivnica Asistență: 2.200 Arbitri: Mitrović, Vešović |
| 9 septembrie 2018 18:00 | 2× 3×        | Cronica | 3× 2×         | Sala „Fran Galović”, Koprivnica Asistență: 2.200 Arbitri: Mitrović, Vešović |